# Galium lucidum
Galium lucidum är en måreväxtart som beskrevs av Carlo Allioni. Galium lucidum ingår i släktet måror, och familjen måreväxter.

## Underarter
Arten delas in i följande underarter:
- G. l. corrudifolium
- G. l. fruticescens
- G. l. krendlii
- G. l. lucidum
- G. l. venustum